# Fort de la Rivière Tremblante
Le fort de la Rivière Tremblante est un poste de traite fortifié de la Compagnie du Nord-Ouest situé dans le Nord de la province actuelle de la Saskatchewan au Canada près de la ville de Kamsack.
Le fort de la Rivière Tremblante fut édifié dans la seconde moitié du XVIIIe siècle par les trappeurs et coureurs des bois Canadiens-français et Métis qui travaillaient pour la Compagnie du Nord-Ouest et arpentaient cette région forestière de la haute vallée de la rivière Assiniboine à la recherche notamment de peaux de castors.
En 1791, un trappeur du nom de Robert Grant édifia un premier établissement nommé "Maison Grant". Il était un parent du clan des Grant de Strathspey qui participa activement au commerce de la fourrure.
En 1793, le futur dirigeant Métis  Cuthbert Grant (fils) naquit au fort de la Rivière Tremblante ainsi que son frère. Leur père, Cuthbert Grant (père), mourut en ce même lieu en 1799.
En 1800, un incendie ravagea complètement le poste de traite construit entièrement en bois. Il ne fut jamais reconstruit et les trappeurs s'installèrent plus loin le long de la rivière Qu'Appelle.